# 多尔济达尔罕
多尔济达尔罕（？—1660年），又作多尔济达尔汉，博尔济吉特氏。居翁牛特，清朝初年蒙古族大臣。
多尔济达尔罕开始是察哈尔部宰桑。后金天聪八年（1634年），林丹汗兵败死于大草滩，他与德参济旺等降后金。隶蒙古镶黄旗。崇德元年（1636年），授世职等梅勒章京，任都察院承政。崇德三年（1638年），改参政。崇德六年（1641年），随皇太极征明将洪承畴，以功擢升为内大臣，兼参政。崇德七年，跟随阿巴泰攻打明朝，自蓟州至兖州。顺治年间进三等总管，复授都察院承政。顺治七年，以内大臣参与议政，兼云骑尉。去世后，谥顺僖。